# Biotech Research and Innovation Centre
Das Biotech Research and Innovation Centre (BRIC) ist eine Forschungseinrichtung der Universität Kopenhagen. Es wurde 2003 durch das dänische Ministerium für Wissenschaft, Technologie und Innovation als Elite-Forschungszentrum für Biomedizin gegründet und beschäftigt etwa 200 Mitarbeiter.
Der Schwerpunkt der wissenschaftlichen Arbeit liegt auf der Erforschung und Bekämpfung von Seuchen und Krebs.
Die Einrichtung gibt eine eigene Zeitschrift heraus, die sowohl in dänischer als auch in englischer Sprache erscheint. Darüber hinaus werden Forschungsergebnisse der Mitarbeiter publiziert, unter anderem in Fachzeitschriften wie Nature und Cell.
Das BRIC organisiert regelmäßig internationale Veranstaltungen wie Kongresse (z. B. die Epigenetics and Stem Cells Conference), Symposien (wie Chromatin, Replication and Chromosomal Stability Conference) und Seminare.
Direktor der Einrichtung ist Professor Kristian Helin.